# 라스트 샷
《라스트 샷》(영어: The Last Shot)은 미국에서 제작된 제프 네이선슨 감독의 2004년 액션 코미디 영화이다. 매슈 브로더릭 등이 출연하였고, 데이비드 호버먼 등이 제작에 참여하였다.

## 출연
- 매슈 브로더릭
- 앨릭 볼드윈
- 토니 콜렛
- 캘리스타 플록하트
- 레이 리오타
- 팀 블레이크 넬슨
- 제임스 레브혼
- 토니 셜루브
- 스탠리 앤더슨
- W. 얼 브라운
- 이언 고메즈
- 벅 헨리
- 에번 존스
- 토머스 매카시
- 글렌 모샤워
- 존 폴리토
- 트로이 윈부시
- 러셀 민스
- 팻 모리타
- 조앤 큐색
- 주디 그리어
- 에릭 로버츠
- 쇼섀나 스턴
- 마이클 파퍼존

## 기타 제작진
- 공동 제작: 엘런 어윈
- 협력 제작: 게리 레비
- 배역: 데버라 어퀼라, 메리 트리샤 우드
- 미술: 윌리엄 아널드
- 의상: 글로리아 그레셤